# Tawe-Uchaf
Tawe-Uchaf är en community i Storbritannien.   Den ligger i kommunen Powys och riksdelen Wales, i den södra delen av landet, 250 km väster om huvudstaden London.
Communityn ligger i den övre delen av floden Tawes dalgång, därav namnet som betyder "övre Tawe" på kymriska. De största byarna är Caehopkin, Coelbren, Glyntawe, Pen-y-cae, Penwyllt och Ynyswen.